# Verizon Tennis Challenge 1999 - Qualificazioni doppio
Le qualificazioni del doppio  del Verizon Tennis Challenge 1999 sono state un torneo di tennis preliminare per accedere alla fase finale della manifestazione. I vincitori dell'ultimo turno sono entrati di diritto nel tabellone principale. In caso di ritiro di uno o più giocatori aventi diritto a questi sono subentrati i lucky loser, ossia i giocatori che hanno perso nell'ultimo turno ma che avevano una classifica più alta rispetto agli altri partecipanti che avevano comunque perso nel turno finale.
Le qualificazioni del doppio del torneo Verizon Tennis Challenge 1999 prevedevano 4 coppie partecipanti di cui una è entrata nel tabellone principale.

## Teste di serie
1. Diego del Río /  Jaime Oncins (Qualificati)

1. Grant Silcock /  Byron Talbot (primo turno)

## Qualificati
1. Diego del Río  /   Jaime Oncins

## Tabellone

### Legenda
| - Q = Qualificato - WC = Wild card - LL = Lucky loser | - ALT = Alternate - SE = Special Exempt - PR = Protected Ranking | - w/o = Walkover - r = Ritirato - d = Squalificato |

|  | Primo turno | Primo turno                 | Primo turno                | Primo turno | Primo turno |  |  | Ultimo turno | Ultimo turno                | Ultimo turno                | Ultimo turno | Ultimo turno |  |
|  |             |                             |                            |             |             |  |  |              |                             |                             |              |              |  |
|  | 1           | Diego del Río Jaime Oncins  | Diego del Río Jaime Oncins | 6           | 6           |  |  |              |                             |                             |              |              |  |
|  |             | Ryan Blake Larry Schnall    | Ryan Blake Larry Schnall   | 3           | 1           |  |  | 1            | Diego del Río Jaime Oncins  | Diego del Río Jaime Oncins  | 6            | 6            |  |
|  |             | Geoff Grant T. J. Middleton | 6                          | 6           | 6           |  |  |              | Geoff Grant T. J. Middleton | Geoff Grant T. J. Middleton | 4            | 2            |  |
|  | 2           | Grant Silcock Byron Talbot  | 4                          | 7           | 3           |  |  |              |                             |                             |              |              |  |